# Stringer Davis
James Buckley Stringer Davis, mai cunoscut ca Stringer Davis, (n. 4 iunie 1899, Birkenhead, Anglia, Regatul Unit al Marii Britanii și Irlandei – d. 29 august 1973, Chalfont St Giles⁠(d), Buckinghamshire⁠(d), Anglia, Regatul Unit) a fost un actor englez de teatru și film și ofițer al armatei britanice care a servit în ambele războaie mondiale. A fost căsătorit cu actrița Margaret Rutherford.

## Filmografie
- Charles and Mary, film dramatic live BBC  (1938) – George Dyer
- Ce înseamnă să fii onest, film dramatic live BBC (1946) – Merriman
- Miranda (1948) – Museum Attendant
- The Happiest Days of Your Life (1950) – Reverend Rich
- Miss Hargreaves BBC Sunday Night Theatre (1950) – The Dean
- Curtain Up (1952) – Vicar
- Miss Robin Hood (1952) – Board Member
- Castle in the Air (1952) – Hall Porter
- Innocents in Paris (1953) – Arbuthnot
- Trouble in Store (1953) – Shop Assistant (nemenționat)
- The Runaway Bus (1954) – 2nd Transport Officer
- Mad About Men (1954) – Vicar (uncredited)
- Aunt Clara (1954) – Dr Graham (nemenționat)
- Reach for The Sky (1956) – Cyril Borge
- The March Hare (1956) – Doctor
- 1957 O moștenire cu bucluc (The Smallest Show on Earth), regia Basil Dearden – Emmett
- The Buccaneers serial TV (1957) – Admiral Bingham
- Just My Luck (1957) – Goodwood Steward (nemenționat)
- I'm All Right Jack (1959) – Reporter
- The Day After Tomorrow BBC TV drama (1960) – Clergyman
- Crimă a spus ea (1961) – Mr Stringer
- Crimă la galop (1963) – Mr Stringer
- The V.I.P.s (1963) – Hotel Waiter
- The Mouse on the Moon (1963) – 1st Councillor (nemenționat)
- Crimă în culise (1964) – Mr Stringer
- Crimă pe mare (1964) – Mr Stringer
- The Stately Ghosts of England (documentar american NBC, cu Rutherford și  Davis în propriile roluri, 1965)
- Omorurile alfabetice (1966) – Mr Stringer (nemenționat)
- Arabella (1967) – Italian Gardener (nemenționat)
- Thirty Minute Theatre serial TV (1973) – Museum Attendant